# ريتشل ميرسير
ريتشل ميرسير (بالإنجليزية: Rachel Mercer)‏ هي دراجة نيوزيلندية، ولدت في 28 مارس 1989 في نيوزيلندا.